# Сергачёв, Михаил Александрович
Михаи́л Александрович Сергачёв (род. 25 июня 1998, Нижнекамск, Татарстан) — российский хоккеист, защитник клуба НХЛ «Юта Маммот». Двукратный обладатель Кубка Стэнли (2020, 2021).

## Карьера

### Клубная
Воспитанник хоккейной школы нижнекамского «Нефтехимика». С 2012 по 2014 годах тренировался в подольском «Витязе». Сезон 2014/15 провёл в МХЛ в составе «Ирбиса». Осенью 2015 года уехал в Канаду, где начал выступать в составе команды хоккейной лиги Онтарио — «Уинсор Спитфайрз».
В сезоне 2015/16 стал обладателем Макс Камински Трофи, вручаемого лучшему защитнику хоккейной лиги Онтарио/

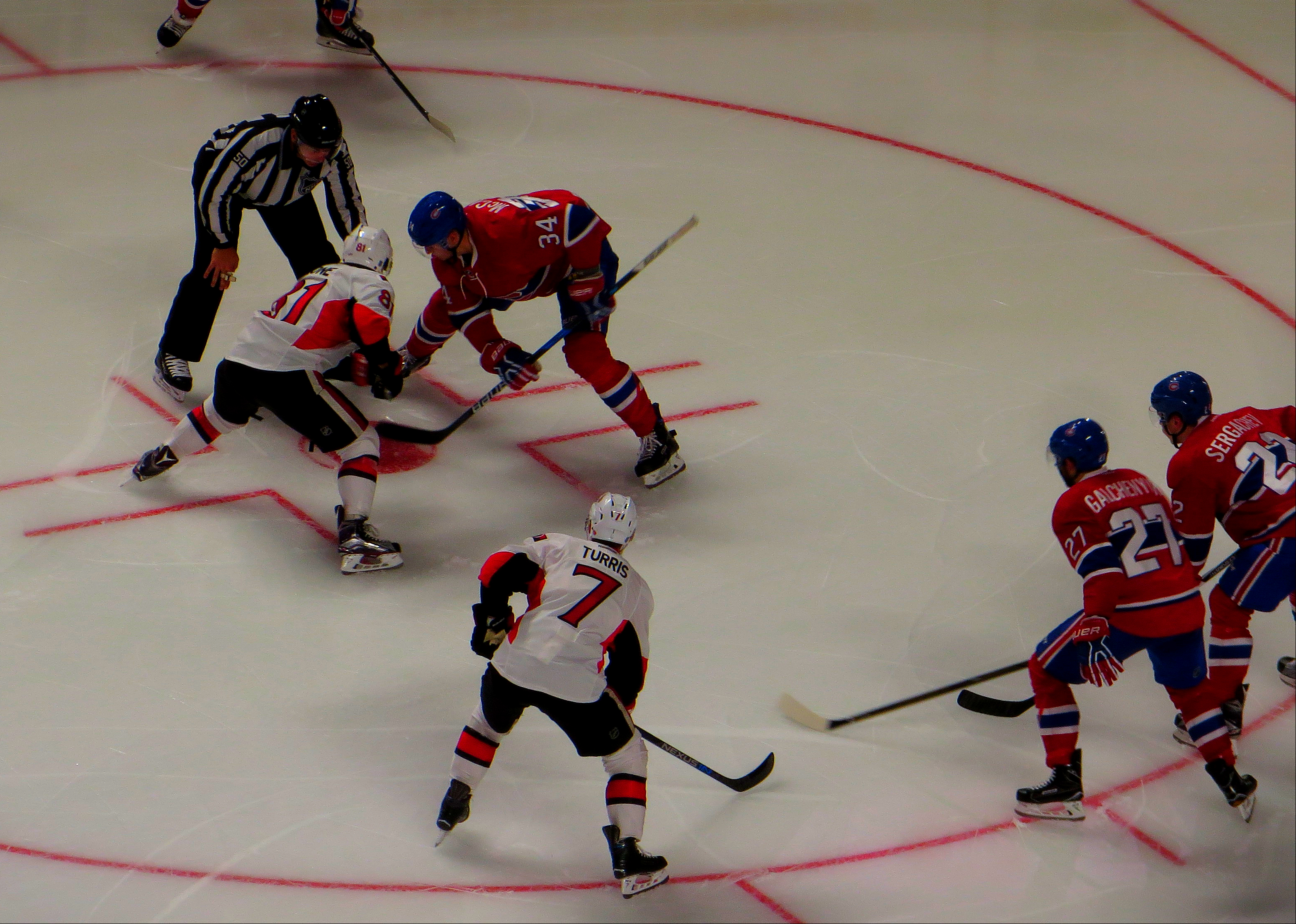
Сергачёв (крайний справа) в одном из предсезонных матчей за «Канадиенс» в сентябре 2016 года

Перед драфтом НХЛ 2016 скауты высоко оценивали шансы Сергачёва на выбор под ранним номером/ По итогам драфта был выбран в 1-м раунде под общим 9-м номером клубом «Монреаль Канадиенс». 1 июля 2016 года подписал трёхлетний контракт новичка. Дебютировал в НХЛ 13 октября 2016 года в матче против «Баффало Сейбрз» и стал самым молодым защитником в истории «Монреаля». 31 октября 2016 года был возвращён «Монреалем» обратно в «Уинсор», в составе которого стал обладателем Мемориального кубка 2017.
15 июня 2017 года был обменян в «Тампу-Бэй Лайтнинг» на 22-летнего нападающего Джонатана Друэна.
Сезон 2017/18 начал в основном составе «Тампы». 19 октября 2017 года в матче против «Коламбус Блю Джекетс» забил свои первые голы в НХЛ, оформив дубль в ворота Сергея Бобровского. В следующих матчах против «Питтсбург Пингвинз» и «Каролины Харрикейнз» продолжил голевую серию, забросив по шайбе в каждой из встреч. Всего за сезон набрал 40 очков и стал вторым защитником-бомбардиром среди защитников-новичков, набрав на 4 очка меньше, чем Уилл Бутчер. В плей-офф сыграл во всех 17 матчах своей команды и дошёл с «Тампой» до финала Восточной конференции, в котором «Молнии» уступили в семи матчах. В матчах на вылет выступал в 3-й паре с Брэйдоном Кобёрном и выходил во 2-й бригаде большинства.
В сезоне 2018/19 набрал 32 очка (6+26) в 75 матчах. «Тампа-Бэй» уверенно выиграла Президентский кубок, набрав 128 очков, на 21 очко опередив преследователей. Однако в плей-офф «Лайтнинг» сенсационно проиграли в 4 матчах «Коламбус Блю Джекетс». Сергачёв набрал 2 очка (1+1) в 4 матчах.
В сезоне 2019/20 набрал 34 очка (10+24) в 70 матчах регулярного сезона. «Тампа-Бэй» второй раз в своей истории выиграла Кубок Стэнли. Сергачёв сыграл 25 матчей и набрал 10 очков (3+7) при показателе полезности +4.
20 ноября 2020 года подписал с «Лайтнинг» 3-летний контракт на 14,4 млн долларов США. В сезоне 2020/21 сыграл 56 матчей и набрал 30 очков (4+26). В 23 матчах плей-офф набрал 3 очка (0+3) и помог «Тампе» второй раз подряд выиграть Кубок Стэнли.
В сезоне 2021/22 Сергачёв набрал 38 очков (7+31) в 78 матчах. В плей-офф набрал 10 очков (2+8) в 23 матчах, «Тампа» проиграла в финале.
13 июля 2022 года продлил контракт на 8 лет на 68 млн долларов США. Сергачёв стал самым дорогим российским защитником в истории НХЛ. В сезоне 2022/23 набрал рекордные для себя 64 очка (10+54) в 79 матчах.
18 ноября 2023 года набрал 250-е очко в НХЛ. 19 декабря 2023 года получил травму в матче против «Сент-Луиса» после попадания шайбы в ногу. Сергачёв вернулся на площадку 7 февраля 2024 года в игре против «Рейнджерс» и в этом матче вновь получил травму левой ноги после неудачного падения после столкновения с Алекси Лафреньером. На следующий день Сергачёв перенёс операцию по стабилизации переломов большеберцовой и малоберцовой костей левой ноги. Всего в сезоне 2023/24 провёл 34 матча и набрал 19 очков (2+17) при худшем в карьере в НХЛ показателе полезности -16. Пропустил всего 2,5 месяца и 27 апреля вернулся на лёд в первом раунде плей-офф, в котором сыграл 2 матча из 5 и набрал 1 очко (0+1). «Тампа-Бэй» уступила в первом раунде «Флориде» (1-4). Второй матч стал для Сергачёва 100-м в плей-офф, он стал 16-м российским хоккеистом (и 4-м российским защитником), достигшим этой отметки.
29 июня 2024 года обменян в «Юту» на защитника Яниса Мозера, нападающего Конора Гики, выбор в четвертом раунде (общий 199-й) драфта 2024 года и выбор во втором раунде драфта 2025 года.

### В сборной
В 2014 году в составе сборной России до 17 лет выиграл Мировой кубок вызова. На Европейском юношеском Олимпийском зимнем фестивале (25-30 января 2015 года) в составе юношеской (U17) сборной России стал победителем турнира, а за счёт 8 результативных передач стал лучшим ассистентом, лучшим ассистентом среди защитников и лучшим защитником по системе гол+пас. Участник двух (2015, 2016) юниорских чемпионатов мира (до 18 лет). В 2017 году, на своём первом молодёжном чемпионате мира, завоевал бронзовую медаль в составе сборной России.
В 2019 году, после раннего вылета «Лайтнинг» из Кубка Стэнли, дебютировал на взрослом чемпионате мира и завоевал бронзовую медаль в составе основной сборной России. В 10 матчах турнира набрал 7 очков (1+6) с показателем полезности +11. Особенно защитнику удался четвертьфинальный матч против сборной США (4:3), в котором Сергачёв набрал 3 очка (1+2). Этот гол стал для него первым в составе сборной России.

## Статистика
| Легенда | Легенда                    | Легенда | Легенда                   | Легенда | Легенда    |
| ------- | -------------------------- | ------- | ------------------------- | ------- | ---------- |
| И       | Количество проведённых игр | Штр     | Штрафное время            | +/−     | Плюс-минус |
| Г       | Голы                       | П       | Голевые передачи          | О       | Очки       |
| -       | Статистика неизвестна      | —       | Статистика не учитывалась |         |            |